# Принцесса

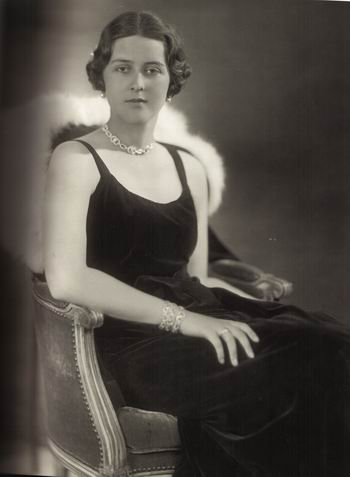
Принцесса Сесилия Греции и Дании (1911–1937)

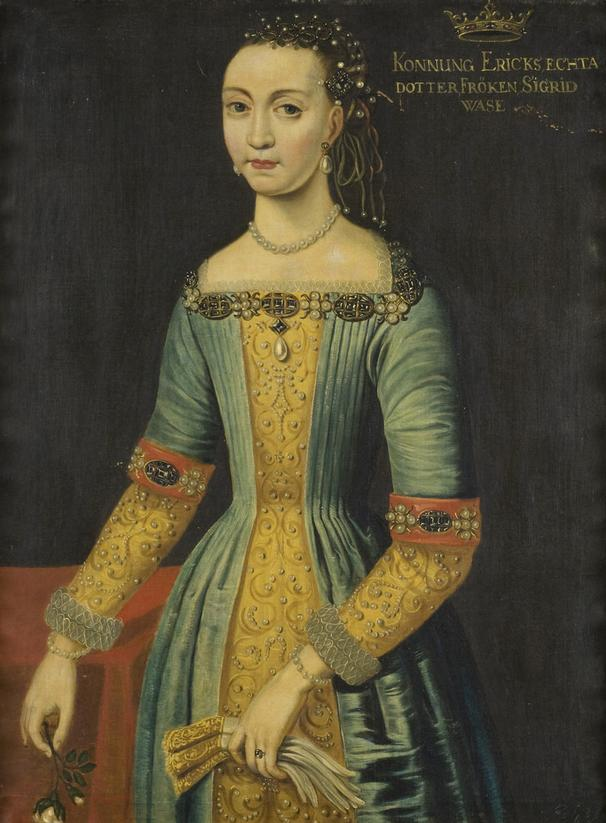
Принцесса Швеции Сигрид Васа (1566–1633)

Принцесса — титул, используемый женщиной-членом семьи монарха или женщиной- правительницей . Мужской эквивалент — принц (от латинского Princeps, что означает «главный гражданин»). Чаще всего этот термин использовался для обозначения супруги принца или дочери монарха. Наследная принцесса может быть наследницей престола или супругой наследника.